# VC Smash Winterthur

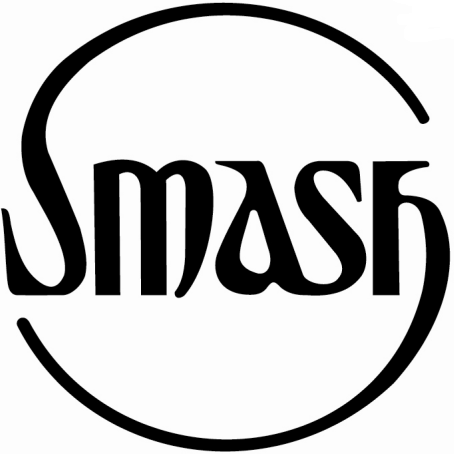
Das Logo des VC Smash

 Der VC Smash Winterthur ist ein Volleyballclub aus Winterthur, der 1967 gegründet wurde. Zurzeit spielt die erste Männermannschaft in der 1. Liga und das erste Damenteam in der 1. Liga (Saison 2024/2025).
Die 1. Mannschaft der Männer spielte in den Saisons 1998/99 und 1999/2000 in der Nationalliga A, der höchsten Schweizer Liga. Im Jahr 1999 kam man ebenfalls in den Cupfinal, scheiterte dort jedoch am TV Amriswil mit 1:3.

## Berühmte Spieler
- Patrick Heuscher, Olympia-Bronzemedaillengewinner im Beachvolleyball 2004
- Stefan Kobel, Olympia-Bronzemedaillengewinner im Beachvolleyball 2004